# 荻原健司
荻原健司（日语：／ Ogiwara Kenji，1969年12月20日—）是日本長野市市長。前北歐混合式滑雪運動員，屬於Sport-Biz下屬的運動員。於2010年，加入北野建設公司，出任滑雪部部長。
他亦是自民黨黨員，曾於2004-2010年間擔任日本參議院議員，並於2007年起於第1次安倍改造内閣及後續的福田康夫内閣擔任產業大臣政務官。

## 簡介
荻原健司出身於群馬縣吾妻郡草津町，於早稻田大學人類科學學術院運動科學部畢業。曾獲多塊金牌，包括1992及1994年冬季奧林匹克運動會北歐式滑雪男子團隊項目，世界北歐式滑雪錦標賽個人15公里項目及挪威滑雪節北歐式滑雪項目。當中荻原健司為首位獲得挪威滑雪節獎牌的亞洲人。1998年冬季奧林匹克運動會，荻原健司代表宣讀奧林匹克運動員誓詞。2002年宣佈引退，及後加入自民黨，以振興體育事業、日本教育及環境問題為重點關注議題。
2003年，日本成立日本體育仲裁法庭。荻原健司被委任為委員會成員。2004年7月26日，荻原健司參與第20屆日本參議院議員通常選舉比例區，並當選成為日本參議院議員。任期由2004年7月26日至2010年7月25日。2007年8月30日，荻原健司被任命為第1次安倍改造内閣的經濟產業大臣政務官，後續任為福田康夫内閣產業大臣政務官。2010年9月，荻原健司被日本觀光廳任命為「體育觀光明星」，推廣日本體育觀光，特別是滑雪觀光事業。
2021年10月31日當選長野市市長，於11月11日就任。

## 家庭
荻原健司的孿生弟弟荻原次晴同樣為北歐式滑雪運動員。

## 外部連結
- 個人官方網站 （页面存档备份，存于）
- 市長室へようこそ＞市長プロフィール （页面存档备份，存于） - 長野市
- 荻原健司於國際滑雪聯合會專頁 （页面存档备份，存于）

| 官衔                       | 官衔                                                                                                   | 官衔                     |
| -------------------------- | --- | ------------------------ |
| 前任： 高木美智代 松山政司 | 第一次安倍改造內閣經濟產業大臣政務官 福田康夫内閣經濟產業大臣政務官 與山本香苗共同擔任 2007年 - 2008年 | 繼任： 谷合正明 松村祥史 |